# Lizzy McAlpine
Elizabeth Catherine McAlpine (Filadelfia, 21 settembre 1999) è una cantautrice statunitense.

## Biografia
Nata e cresciuta a Filadelfia, ha iniziato sia a comporre musica che a cantare in un coro scolastico già durante l'adolescenza. Nel 2016 pubblica il suo EP d'esordio Nice. Nel 2018 pubblica il secondo EP Indigo e inizia a frequentare l'università, salvo poi rinunciare agli studi per dedicarsi completamente alla carriera musicale. Nel 2020 pubblica il suo album d'esordio Give Me a Minute via Harbour Artists & Music. L'album riceve apprezzamenti da parte della critica specialistica: in particolare, la testata Dallas Observer lo definisce uno dei migliori album dell'anno.
Nel 2021 pubblica l'EP When the World Stopped Moving: The Live EP ed esegue la sua prima performance televisiva durante la trasmissione Jimmy Kimmel Live!. Nel 2022 pubblica il suo secondo album in studio Five Seconds Flat, contenente il singolo Ceilings. Nel corso del 2023 tale brano conquista una forte popolarità sulla piattaforma TikTok, riuscendo successivamente a diventare un successo commerciale internazionale: il singolo raggiunge infatti la posizione 6 nella classifica britannica, oltre ad essere certificato oro sia nel Regno Unito che in Australia e Nuova Zelanda. Nel mercato statunitense il brano ottiene il disco di platino per aver venduto oltre un milione di copie e diventa il primo ingresso dell'artista nella Billboard Hot 100.
In seguito al raggiungimento del successo commerciale, McAlpine intraprende la sua prima tournée da headliner, denominata End of the Movie Tour. Sempre nel corso del 2023, McAlpine collabora con Noah Kahan e Niall Horan nei singoli Call You Mom e You Could Start a Cult, rispettivamente. Nel 2024 pubblica il suo terzo album in studio Older, progetto a cui fa seguito un tour in Nord America ed Europa. Nel 2025 esordisce a Broadway nel musical Floyd Collins di Adam Guettel.

## Stile e influenze musicali
McAlpine definisce il suo stile musicale come prettamente folk ma contaminato anche da R&B, pop e jazz.

## Discografia

### Album
- 2020 – Give Me a Minute
- 2022 – Five Seconds Flat
- 2024 - Older

### EP
- 2016 – Nice!
- 2018 – Indigo
- 2021 – When the World Stopped Moving: The Live EP

### Singoli
- 2018 – Bang
- 2019 – Just Because
- 2019 – Oops
- 2019 – Apple Pie
- 2020 – Devil's Hold
- 2020 – 7PM (con Lilacs)
- 2020 – False Art (con Ben Kessler)
- 2021 – Bored (con Thomas Headon)
- 2021 – I Think I (con Ben Kessler)
- 2021 – Doomsday
- 2021 – Erase Me (con Jacob Collier)
- 2022 – All My Ghosts
- 2022 – Reckless Driving (con Ben Kessler)
- 2022 – Hate to Be Lame (con Finneas)
- 2023 – Ceillings
- 2023 – Call Your Mom (con Noah Kahan)
- 2023 – You Could Start A Cult (con Niall Horan)
- 2024 – Older
- 2024 – I Guess